# Jezbořice

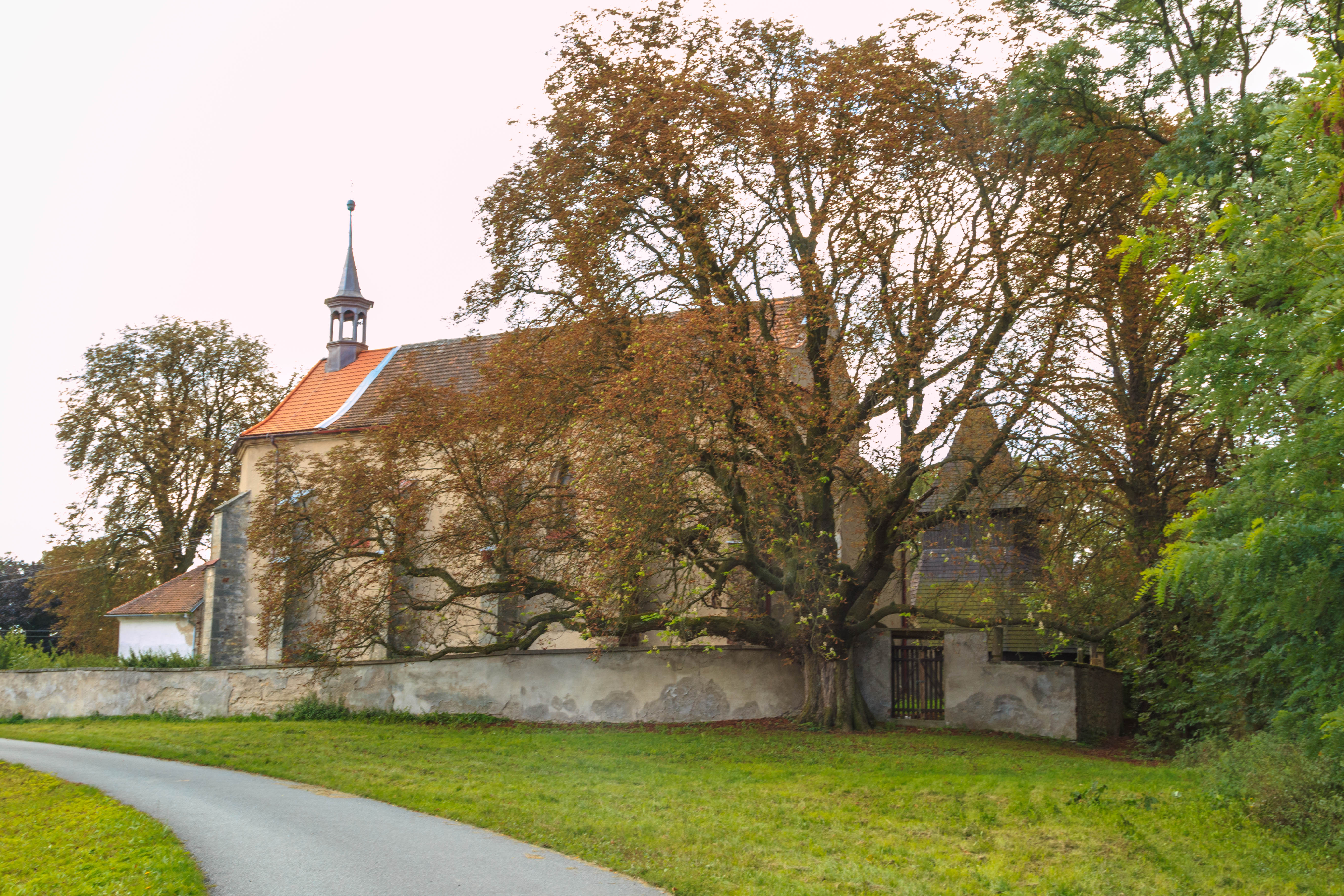
Kirche des hl. Wenzel

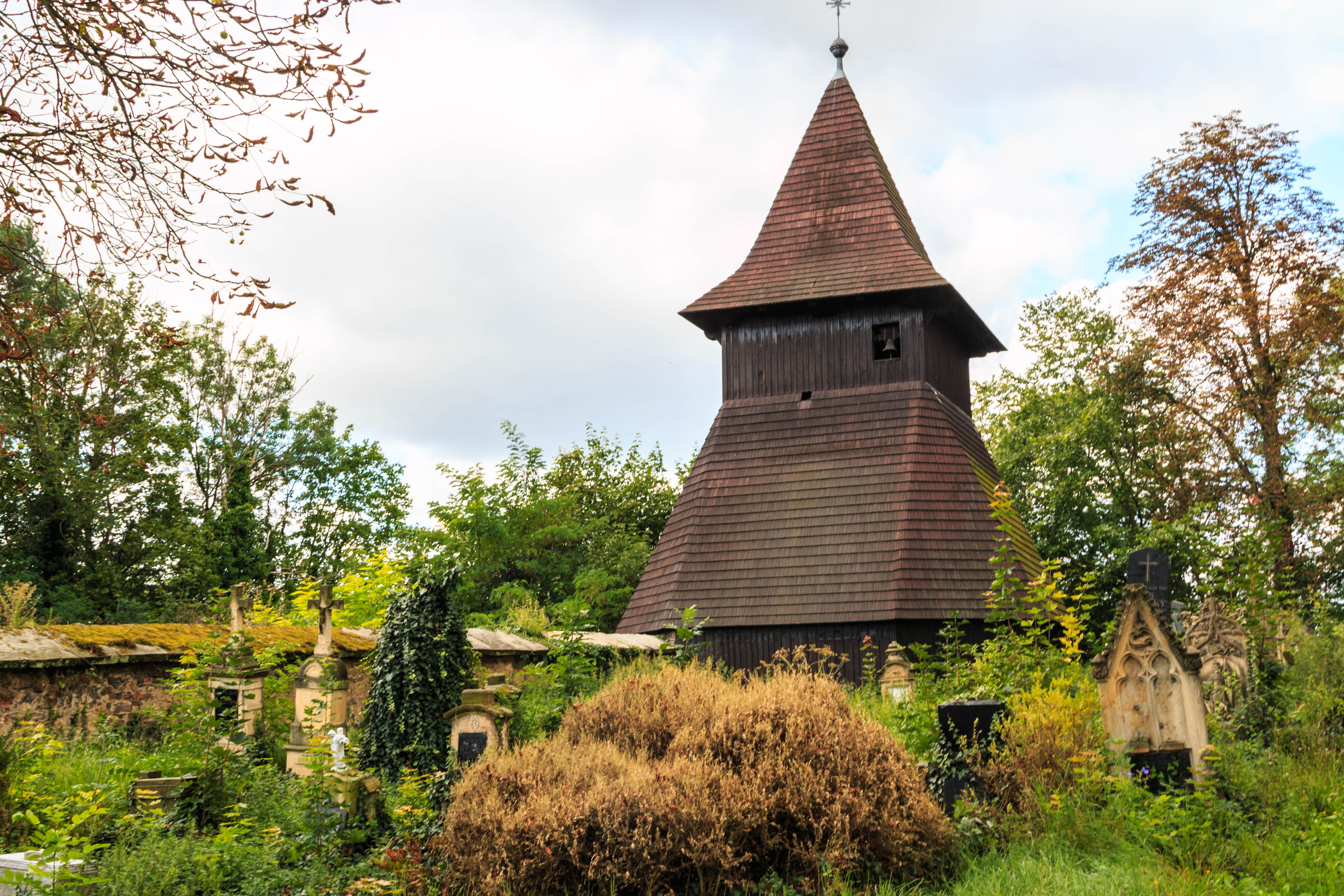
Glockenturm

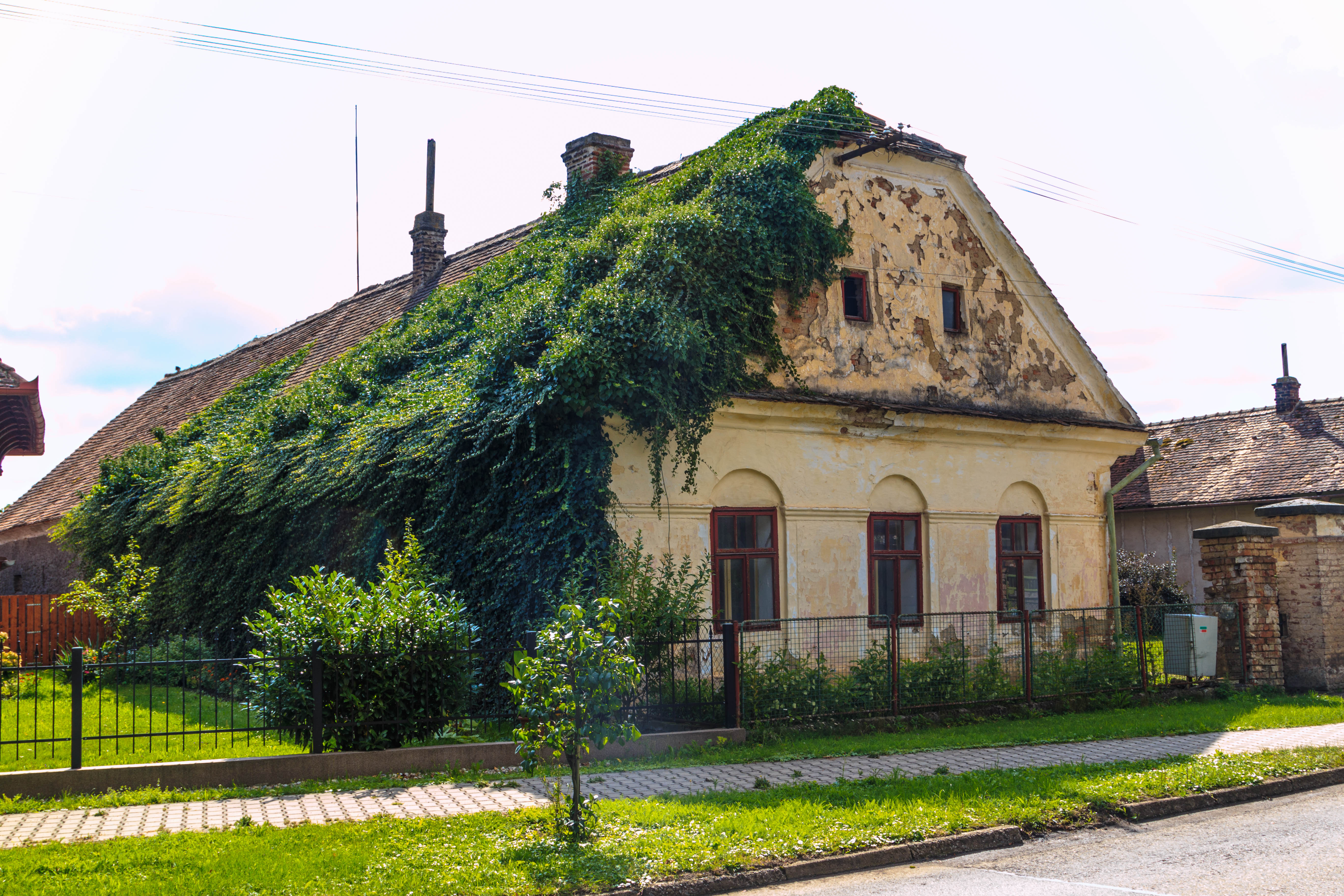
Haus Nr. 22

Jezbořice (deutsch Jesboritz) ist eine Gemeinde in Tschechien. Sie liegt acht Kilometer nordwestlich von Chrudim und gehört zum Okres Pardubice.

## Geographie
Jezbořice befindet sich am Bach Podolský potok (Podolka) auf der Heřmanoměstecká tabule (Hermannstädtler Tafel). Im Dorf liegt der Teich Jezbořák. Anderthalb Kilometer südlich verläuft die Bahnstrecke Heřmanův Městec–Borohrádek. 
Nachbarorte sind Cerhov, Barchov, Veselá und Hladíkov im Norden, Starý Mateřov, Dubany und Čepí im Nordosten, Dřenice und Na Hrázi im Osten, Třibřichy und Rozhovice im Südosten, Lukavec, Doubrava, Nová Doubrava und Klešice im Süden, Nákle im Südwesten, Svinčany und Jeníkovice im Westen sowie Luhy und Bezděkov im Nordwesten.

## Geschichte
Im Jahre 1055 wurde auf dem höchsten Punkt der Lehne über dem Tal des Podolský potok eine dem hl. Wenzel geweihte Holzkirche angelegt. Später entstanden auf der Lehne das Dorf und eine Feste. Erstmals schriftlich erwähnt wurde Jezbořice 1131 zusammen mit Opočeň na Háji (Naháji), Opočinec Malý und Zbyslav in einer Urkunde des Bischofs Heinrich Zdik als Besitz des Bistums Olmütz. Das Gut Jezbořice umfasste zu dieser Zeit außerdem die Dörfer Bezděkov und Crkaň. Nach dem Ende der Hussitenkriege gehörte Jestbořice dem Jindřich Lacembok von Chlum, der es Mikoláš Bochovec von Bochov überließ. Im Jahre 1441 überschrieb Bischof Paul von Miličin und Talmberg Mikoláš Bochovec die Dörfer Bezděkov, Crkaň, Nahájí und Opočeň Malý (Opočínek). Mikoláš Bochovec von Bochov teilte das Gut unter seinen Söhnen auf; Štěpán erhielt Jestbořice, sein Bruder Zbyněk die übrigen Dörfer. Zbyněk Bochovec von Bochov, der seit 1467 alleiniger Besitzer des Gutes Jestbořice war, trat 1488 seine Rechte an Heinrich von Münsterberg ab. Dieser verpfändete das gesamte Gut auf drei Jahre an Václav Žehušický von Nestajov. Mit Billigung des böhmischen Königs Ladislaus Jagiello löste Wilhelm von Pernstein 1492 sämtliche verpfändeten Güter aus. Die Dörfer des Gutes Jestbořice schlug er seiner Herrschaft Pardubitz zu. Die Kirche wurde im 15. Jahrhundert nach einem Brand als steinerner Bau neu errichtet. Jaroslav von Pernstein verkaufte die Herrschaft Pardubitz im Jahre 1560 an König Ferdinand I.  König Rudolf II. ließ die Herrschaft 1588 durch ein System von 24 Rychta (Scholtiseien) neu organisieren; der Rychtář in Jezbořice übte die niedere Gerichtsbarkeit für die Dörfer Barchov, Bezděkov, Jezbořice, Krchleby, Lány na Důlku, Opočeň, Opočínek und Srnojedy, später auch für Jankovice und Čepí, aus. Im Jahre 1700 wurde die Pfarrei Jezbořice nach Mikolowitz übertragen und die Kirche St. Wenzel von einem Expositen besorgt. Auf Kosten des Religionsfonds wurde 1811 ein Lokalseelsorger in Jezbořice angestellt. Seit dem Ende des 18. Jahrhunderts wurde auch das Tal unterhalb des alten Dorfkernes besiedelt.
Im Jahre 1835 bestand das im Chrudimer Kreis gelegene Dorf Gezbořitz aus 51 Häusern, in denen 323 Personen lebten. Unter dem Patronat des Religionsfonds standen die Lokalkirche St. Wenzel und das Lokalistenhaus, das Patronat über die Schule hatte der Kaiser inne. Im Ort gab es zudem die zweigängige Mühle Podkopečny. Abseits lag die dreigängige Mühle Crchow (Cerhov). Gezbořitz war Pfarrort für Barchow, Čep, Jenikowitz, Kleschitz und Wesela (Veselá). Bis zur Mitte des 19. Jahrhunderts blieb Gezbořitz der k.k. Kameralherrschaft Pardubitz untertänig.
Nach der Aufhebung der Patrimonialherrschaften bildete Jestbořice ab 1849 eine Gemeinde im Gerichtsbezirk Pardubitz. Ab 1868 gehörte die Gemeinde zum Bezirk Pardubitz. Die Freiwillige Feuerwehr wurde 1885 gegründet. Zwischen 1897 und 1899 wurde die Bahnstrecke Heřmanův Městec–Borohrádek angelegt. Seit dem Ende des 19. Jahrhunderts wird Jezbořice als amtlicher Gemeindename verwendet. Im Jahre 1927 lebten in dem Dorf 366 Menschen. 1949 wurde Jezbořice dem Okres Pardubice-okolí zugeordnet. Dieser wurde im Zuge der Gebietsreform von 1960 aufgehoben, seitdem gehört das Dorf wieder zum Okres Pardubice.

## Gemeindegliederung
Für die Gemeinde Jezbořice sind keine Ortsteile ausgewiesen. Zu Jezbořice gehört die Einschicht Cerhov (Cerhof).

## Sehenswürdigkeiten
- Kirche des hl. Wenzel, der ursprünglich gotische Bau entstand im 15. Jahrhundert und wurde 1791 barock umgestaltet. Den Taufbrunnen stiftete im Jahre 1600 Getřich Lipanský von Lipan. In der Kirche sind zahlreiche alte Grabtafeln erhalten; bei einem Teil sind Inschriften schon lange nicht mehr lesbar. Umgeben wird die Kirche von einem Friedhof.
- Freistehender hölzerner Glockenturm, in der westlichen Ecke des alten Friedhofes neben der Kirche. Er entstand im 14. Jahrhundert und erhielt beim Umbau von 1753 seine heutige barocke Gestaltung.
- Wüste Feste, auf dem Hügel hinter dem Pfarrgarten. Der Legende nach sollen die Mauerreste von einem Templerkloster stammen.
- Gedenkstein für die Gefallenen des Ersten Weltkrieges
- Kapelle auf dem neuen Friedhof
- Wegkreuz am Abzweig nach Barchov, erhalten ist nur der Sockel

## Söhne und Töchter der Gemeinde
- Wenzel Sedlák (1776–1851), böhmischer Arrangeur und Klarinettist